# Касседорф
Касседорф (нем. Kasseedorf) — община в Германии, в земле Шлезвиг-Гольштейн. 
Входит в состав района Восточный Гольштейн. Подчиняется управлению Остольштайн-Митте.  Население составляет 1548 человек (на 31 декабря 2010 года). Занимает площадь 33,77 км².